# Claude Simon
Claude Simon (Antananarivo, 10 ottobre 1913 – Parigi, 6 luglio 2005) è stato uno scrittore francese.
Nel 1985 è stato insignito del Premio Nobel per la letteratura. Si è occupato anche di pittura e di fotografia.

## Biografia
Nasce nel Madagascar, ma alla morte del padre, caduto nella battaglia di Verdun il 27 agosto 1914, si trasferisce con la madre a Perpignano, in Francia. Nel 1924 muore anche la madre a causa di un cancro e Claude è allevato dalla nonna e da un cugino, che ne diviene il tutore.
Nel 1931 inizia a dedicarsi alla pittura e alla fotografia, e nel 1936, ai suoi esordi come scrittore, si reca a Barcellona per unirsi ai Repubblicani che si stanno opponendo alle truppe franchiste nella Guerra di Spagna. Torna in Francia due anni dopo e scrive il romanzo le Tricheur, che sarà pubblicato solo alla liberazione alla fine della Seconda guerra mondiale.
All'inizio della guerra, nel 1939, mentre è aggregato a un reggimento di cavalleria, è catturato dai tedeschi, ma l'anno dopo riesce a evadere dal campo di prigionia in Sassonia. Raggiunta la Francia non occupata, si ferma a Salses dove entra nella Resistenza. A guerra conclusa avvia un'attività di viticoltore.
Simon scrive un certo numero di romanzi sperimentali e poco convincenti: la Corde raide (1947), Gulliver (1952) e le Sacre du printemps (1954). La serie si conclude con il romanzo le Vent (1957).
Citazione tratta dal suo discorso di ringraziamento alla cerimonia di consegna del Premio Nobel (9 dicembre 1985)
«Je suis maintenant un vieil homme, et, comme beaucoup d'habitants de notre vieille Europe, la première partie de ma vie a été assez mouvementée: j'ai été témoin d'une révolution, j'ai fait la guerre dans des conditions particulièrement meurtrières (j'appartenais à l'un de ces régiments que les états-majors sacrifient froidement à l'avance et dont, en huit jours, il n'est pratiquement rien resté), j'ai été fait prisonnier, j'ai connu la faim, le travail physique jusqu'à l'épuisement, je me suis évadé, j'ai été gravement malade, plusieurs fois au bord de la mort, violente ou naturelle, j'ai côtoyé les gens les plus divers, aussi bien des prêtres que des incendiaires d'églises, de paisibles bourgeois que des anarchistes, des philosophes que des illettrés, j'ai partagé mon pain avec des truands, enfin j'ai voyagé un peu partout dans le monde [...] et cependant, je n'ai jamais encore, à soixante-douze ans, découvert aucun sens à tout cela, si ce n'est comme l'a dit, je crois, Barthes après Shakespeare, que «si le monde signifie quelque chose, c'est qu'il ne signifie rien» — sauf qu'il est.»
[Sono ormai un vecchio e, come per molti cittadini della nostra vecchia Europa, la prima parte della mia vita è stata piuttosto movimentata: sono stato testimone di una rivoluzione, ho combattuto in condizioni particolarmente truculente (appartenevo a uno di quei reggimenti che gli stati maggiori sacrificano con freddezza, e di cui, tempo otto giorni, non rimase più praticamente niente), sono stato fatto prigioniero, ho conosciuto la fame, la fatica fisica fino allo sfinimento, sono evaso, mi sono gravemente ammalato e sono stato più di una volta vicino alla morte, violenta o naturale, mi sono trovato al fianco di persone di vario genere, preti e incendiari di chiese, tranquilli borghesi e anarchici, filosofi e analfabeti, ho condiviso il pane con mendicanti, infine ho viaggiato un po' ovunque nel mondo... e tuttavia non ho ancora mai, a settantadue anni, trovato alcun senso in tutto ciò, se non - come diceva, credo, Barthes citando Shakespeare - che «se il mondo significa qualcosa, è che non significa niente», tranne che esiste.]

## L'opera
Assimilata al movimento del Nouveau Roman, l'opera letteraria di Claude Simon è pervasa da tematiche storiche, dalla guerra, dal tempo. Ispirata innanzitutto da Proust o William Faulkner, la sua scrittura si caratterizza da un forte interesse per la ricerca formale.
La materia romanzesca è arricchita dall'apporto della memoria ricostituita nella durata vissuta nelle sue molteplici dimensioni. Tale apporto è avvertibile in particolare a partire dai romanzi Le Vent e L'Herbe, i primi pubblicati presso le Éditions de Minuit. Così in La Route des Flandres spinge ai limiti questo lavoro di esplorazione e di ricostituzione della memoria, attraverso la storia di una famiglia e di alcuni dei suoi membri catapultati nella sconfitta del 1940 in una rete di ricordi, visioni, immagini che si fanno coscienti emergendo dal caos della memoria per iscriversi nell'ordine del linguaggio.
Le Palace narra la sua Guerra di Spagna; gli fanno seguito numerosi romanzi in cui Claude Simon approfondisce e personalizza la propria esperienza sia di un episodio storico, sia di eventi biografici personali. Su questa linea si iscrivono romanzi quali Histoire, La Bataille de Pharsale, Les Corps conducteurs, Tryptique e Leçons de choses, che rivelano una grande potenza creatrice e una scrittura esigente e insistente associata a un formalismo particolarmente pensato. Fra i suoi ultimi titoli, Les Géorgiques e L'Acacia, pubblicati negli anni ottanta, sono veri capolavori.
Se questo stile può per certi versi ricordare quello di Proust, se ne distanzia nella semplicità del linguaggio, benché ciò non appaia in modo evidente. La difficoltà risiede piuttosto nella sintassi ampia, per cui le frasi si diluiscono su più pagine senza punteggiatura alcuna, e nella costruzione generale dell'opera. Simon ricorre al termine preciso, e sono questi accumuli di parole, queste giustapposizioni di paragoni, di frasi, di perifrasi all'interno della frase che ne fanno la vera ricchezza.
La scrittura di Claude Simon, che rientra fra i caratteri del nouveau roman, è particolarmente abbondante e sinuosa . Tutte le sue opere non sarebbero altro che estratti di un immenso racconto che non si affronta mai dal suo inizio e che non ha mai fine. 

## Le opere
- 1945: Le Tricheur, Éditions du Sagittaire
- 1947: La Corde raide, Éditions du Sagittaire
- 1952: Gulliver, Calmann-Lévy
- 1954: Le Sacre du Printemps, Calmann-Lévy
- 1957: Le Vent. Tentative de restitution d'un retable baroque, Éditions de Minuit
- 1958: L'Herbe, Éditions de Minuit
- 1960: La Route des Flandres (La strada delle Fiandre), Éditions de Minuit
- 1962: Le Palace, Éditions de Minuit
- 1966: Femmes (su ventitré dipinti di Joan Miró), Éditions Maeght
- 1967: Histoire (Storia), Éditions de Minuit
- 1969: La Bataille de Pharsale (La battaglia di Farsalo), Éditions de Minuit
- 1970: Orion aveugle, Skira
- 1971: Les Corps conducteurs, Éditions de Minuit
- 1973: Triptyque (Trittico), Éditions de Minuit
- 1975: Leçon de choses (Il senso delle cose), Éditions de Minuit
- 1981: Les Géorgiques (Le Georgiche), Éditions de Minuit, ISBN 2-7073-1950-3
- 1984: La Chevelure de Bérénice, Éditions de Minuit
- 1986: Discours de Stockholm, Éditions de Minuit
- 1987: L'Invitation, Éditions de Minuit
- 1988: Album d'un amateur, Rommerskirchen
- 1989: L'Acacia, Éditions de Minuit
- 1992: Photographies, 1937-1970, Éditions Maeght
- 1994: Correspondance avec Jean Dubuffet, L'Échoppe
- 1997: Le Jardin des Plantes, Éditions de Minuit
- 2001: Le Tramway, Éditions de Minuit
- 2006: Œuvres (Le opere), Collection Pléiade, Gallimard [con le opere: Le Vent, tentative de restitution d'un retable baroque (1957), La Route des Flandres (1960), Le Palace (1962) La Bataille de Pharsale (1969), La Chevelure de Bérénice (Ripresa del testo Femmes, 1972), Triptyque (1973), il Discorso di Stoccolma (1986, testo pronunciato in occasione della consegna del Premio Nobel) e Le Jardin des Plantes (1997)]

## Opere tradotte in italiano
- Le Georgiche (traduzione di Emilia Surmonte, Lavieri edizioni, 2012, ISBN 978-88-96971-18-5)
- L'erba (traduzione di Bruno Fonzi, Nonostante edizioni Archiviato il 9 agosto 2020 in Internet Archive., 2014, ISBN 978-88-98112-04-3)
- Il tram (traduzione di Stefania Ricciardi, Nonostante edizioni Archiviato il 9 agosto 2020 in Internet Archive., 2015, ISBN 978-88-98112-06-7)
- La Strada delle Fiandre (traduzione di Guido Neri, Neri pozza Edizioni, 2015 ISBN 978-88-545-0968-9)

## Onorificenze
Premio Nobel 10 dicembre 1985